# Droga krajowa B192 (Niemcy)
Droga krajowa 192 (niem. Bundesstraße 192, B 192) – niemiecka droga krajowa przebiegająca  z zachodu na wschód rozpoczynając swój bieg na skrzyżowaniu z drogą B105 i autostradą A14 koło Kritzow na wschód od Wismar do Neubrandenburgu w Meklemburgii-Pomorzu Przednim, gdzie krzyżuje się z drogami B96 i B104.

## Miejscowości leżące przy B192
Kritzow, Zurow, Reinstorf, Warin, Blankenberg, Brüel, Weitendorf, Sternberg, Holzendorf, Dabel, Borkow, Neu Woserin, Kläden, Dobbertin, Goldberg, Wendisch Waren, Karow, Alt Schwerin, Malchow, Penkow, Roez, Sietow, Klink, Waren (Müritz), Schloen, Rockow, Möllenhagen, Penzlin, Wulkenzin, Neubrandenburg.